# Urbanización Leonardo Ruíz Pineda
Urbanización Leonardo Ruíz Pineda est, selon l'institut national de la statistique vénézuélien, la capitale de la paroisse civile de Leonardo Ruíz Pineda de la municipalité de Tucupita dans l'État de Delta Amacuro. De facto, elle constitue l'un des quartiers nord-est de Tucupita, chef-lieu de la municipalité.